# نمام
النَّمَّامُ   أو الدَّبِيبُ أو الحَبَقُ الدُّودِيُّ أو الزعتر السربيلي أو سعتر البر  أو صعتر بري أو زَعتر (باللاتينية: Thymus serpyllum) هو نوع نباتي من جنس الزعتر، وهو من الأعشاب الطبية التي تنبت في البرية.
يتميز النمام برائحة طيبة ومذاق غني وشكل جميل.

## استعمالاته
يستعمل النمام لأغراض عدة منها:
- الطبخ.
- الزينة في الحدائق.
- العطور.
- الطب.

### المطبخ
يعد النمام عماد المطبخ المتوسطي، فنجده في مطابخ عدة كالمطبخ التركي واليوناني، والإيطالي، والمغربي وغيرها من المطابخ العالمية التي تشتهر بها منطقة البحر الأبيض المتوسط.

### الطب
يحتوي النمام على مواد ومكونات تدخل في صناعة الأدوية العصرية، كما استعمل قديما ولازال يدخل في الوصفات التقلبدية في الطب البديل أو طب الاعشاب، إذ ان زيت الزعتر والزيت العطري (ثيمس فيلجاريس) المستخرج منه يحتوي على نسب تتراوح من 20%-54% من الثيمول (thymol). يحتوي الزيت العطري أيضًا على مجموعة من المركبات الإضافية، مثل بي سيمين (Cymene) والميرسِين (myrcene) والبُورْنيول (borneol) واللينالول (linalool).
الثيمول هو مطهر وهو المكون الأساسي النشط المستعمل غالبا في منتجات سوائل تنظيف الفم التجارية المختلفة مثل ليسترين (Listerine). وقبل التعرف على المضادات الحيوية الحديثة، كان زيت الزعتر يُستخدم للمداواة كضمادات. وأثبت الثيمول المكون الأساسي للزعتر البري أيضًا فعاليته في التغلب على الفطريات المعروفة باسم عدوى الأظافر. واتضح أيضًا أن الثيمول يعد عنصرًا نشطًا في مطهرات اليد ذات المكونات الطبيعية بالكامل والخالية من الكحول.

### صناعة العطور
بفضل راحته الزكية، يدخل النمام في صناعة العطور. ويستخرج منه أيضا زيوت عطرية تدخل غالبا في صناعة مواد التجميل.

### التزيين
يعطي النمام للحدائق جمالية، وعلى الأماكن عطرا طيبا؛ لذلك يعتمد عليه في هندسة الحدائق لإعطاء الحدائق رونقا تجميليا.